# Blandfordiaceae
Classification APG III (2009)
Famille
Répartition géographique
Les Blandfordiaceae sont une famille de plantes monocotylédones qui ne comprend que 3 ou 4 espèces appartenant au genre Blandfordia.
Ce sont des plantes herbacées, pérennes, généralement à rosette, tubéreuses ou à racine épaissie, aux inflorescences en racèmes. Cette famille est endémique d'Australie et de Tasmanie.

## Étymologie
Le nom vient du genre Blandfordia donné en hommage au collectionneur John Spencer-Churchill (1766-1840) connu sous le nom de marquis de Blandford jusqu'en 1817.

## Classification
Cette famille n'existe pas en classification classique de Cronquist (1981) qui assigne ces plantes aux Liliaceae.
La classification phylogénétique APG (1998) a isolé cette famille et l'a rattachée à l'ordre des Asparagales.
Cette modification a été conservée en classification phylogénétique APG II (2003) et classification phylogénétique APG III (2009).

## Liste des genres
Selon World Checklist of Selected Plant Families (WCSP) (16 avr. 2010), Angiosperm Phylogeny Website (19 mai 2010), NCBI (16 avr. 2010) et DELTA Angio (16 avr. 2010) :
- genre Blandfordia Sm. (1804)

## Liste des espèces
Selon World Checklist of Selected Plant Families (WCSP) (16 avr. 2010) :
- genre Blandfordia Sm. (1804)
  - Blandfordia cunninghamii  Lindl. (1845)
  - Blandfordia grandiflora  R.Br. (1810)
  - Blandfordia nobilis  Sm. (1804)
  - Blandfordia punicea  (Labill.) Sweet, Hort. Brit. (1830)

Selon NCBI (16 avr. 2010) :
- genre Blandfordia
  - Blandfordia grandiflora
  - Blandfordia nobilis
  - Blandfordia punicea